# Wojny rosyjsko-tureckie
Wojny rosyjsko-tureckie – działania zbrojne prowadzone z przerwami od 1676 do 1918 roku spowodowane rosyjską ekspansją w kierunku Morza Czarnego i Bałkanów, mającą na celu opanowanie szlaków handlowych wiodących przez cieśniny tureckie Bosfor i Dardanele.
- I wojna rosyjsko-turecka – 1568–1570
- II wojna rosyjsko-turecka – 1674–1681
- III wojna rosyjsko-turecka – 1686–1700
- IV wojna rosyjsko-turecka – 1710–1711
- V wojna rosyjsko-turecka – 1735–1739 (także VII wojna austriacko-turecka)
- VI wojna rosyjsko-turecka – 1768–1774
- VII wojna rosyjsko-turecka – 1787–1792 (także VIII wojna austriacko-turecka)
- VIII wojna rosyjsko-turecka – 1806–1812
- IX wojna rosyjsko-turecka – 1828–1829
- X wojna rosyjsko-turecka – 1853–1856 (także wojna krymska)
- XI wojna rosyjsko-turecka – 1877–1878
- Kampania kaukaska I wojny światowej – 1914–1918